# 101 Reykjavík (Roman)
101 Reykjavík ist ein 1996 erschienener Roman von Hallgrímur Helgason. Der Roman erzählt die Suche des Mittdreißigers Hlynur nach Halt und Sinn in seinem Leben.

## Handlung

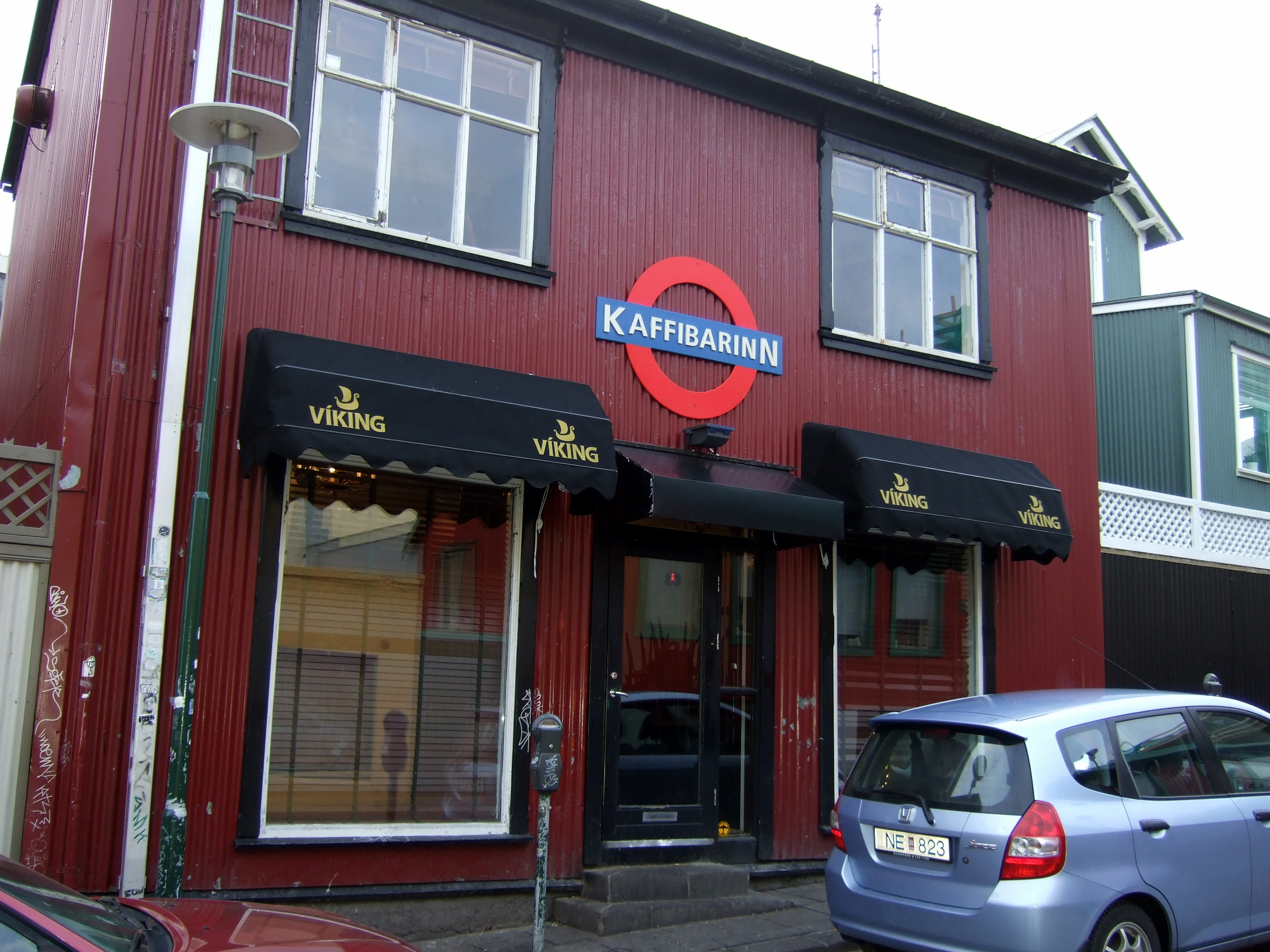
Kaffibarinn in Reykjavík. Vorlage für die K-Bar

Hlynur lebt allein mit seiner lesbischen Mutter und deren Lebensgefährtin Lola im Postleitzahlbezirk 101 der isländischen Hauptstadt Reykjavík. Als arbeitsloser Computerspezialist verbringt er seine Tage mit Partys, Pornos und Chats mit seiner ungarischen Internetbekanntschaft Kati.
Zudem hat er eine lose und rein sexuelle Beziehung mit der jüngeren Hófí, die er auf einem seiner nächtlichen Streifzüge in der K-Bar kennengelernt hat.
Als binnen weniger Tage Hófí von ihm, seine Schwester Elsa aufgrund einer von ihm entwendete Anti-Baby-Pille und Lola nach einem gemeinsamen One-Night-Stand schwanger werden, beginnt Hlynur die Kinder als 'seine' Kinder zu betrachten. Dieses Gefühl ist jedoch nur von kurzer Dauer, da Hófí abtreibt, Elsa das Kind verliert und Lola einen anderen Vater benennt.
Schließlich reist Hlynur mit zwei Freunden nach Amsterdam und Paris, wo er seine Internetbekanntschaft Kati treffen will. Im Gefühl der tiefen Zuneigung zu ihr schwört er seinem bisherigen Lebenswandel ab und verspricht, sich zu ändern. Dann erfährt er, dass Kati mit ihrem Freund angereist ist.

## Stil
Hlynur bewertet Frauen danach, wie viel Geld er bezahlen würde, um mit ihnen zu schlafen. In der Folge ist jede weibliche Person mit einer Summe von isländischen Kronen in Klammern ausgezeichnet.

## Rezeption
Der Roman wurde 2002 verfilmt, siehe 101 Reykjavík.